# دير ماكر
بلدة دير ماكر بلدة سورية تابعة لمنطقة مدينة قطنا - محافظة ريف دمشق - سوريا، تقع جنوب ناحية سعسع وترتفع عن سطح البحر 870م، توجد فيها وحدة إرشادية زراعية تهتم بالشؤون الزراعية لأراضي المناطق المجاورة للبلدة، ويَبلغ عدد سكان القرية مَجموعاً مع القرى حولها 3,500 نسمة.
تشتهر منقطة القرية بعدة محاصيل منها القمح والحمّص والطماطم، أما أهم الحيوانات التي ترعى فيها فهي الأبقار والأغنام والماعز.
تعاني البلدة من سوء في طرق النقل والشوارع التي تسودها العقبات والمطبات المُعوقة للحركة المرورية ولسير النقل في المنطقة، خصوصاً في المنطقة الغربية من دير ماكر.
تحيط بها القرى والبلدات التالية: كناكر - رسم الطحين - العدنانية - العثمانية - جسر الصفراء.